# Décret en Conseil
Dans certains pays, notamment les royaumes du Commonwealth, un décret en Conseil (anglais : Order in Council) est un acte pris par le pouvoir exécutif. 
Au Royaume-Uni, le décret en Conseil est formellement pris au nom du roi par le Conseil privé (on parle du « roi en Conseil », anglais : King-in-Council). Dans les autres royaumes du Commonwealth, il s'agit du conseil exécutif (Conseil privé au Canada) au nom du gouverneur général (le « gouverneur en Conseil »).

## Terminologie
Le terme anglais Order in Council est officiellement traduit au Canada par « décret en Conseil » ou, plus simplement, par « décret ». L’office québécois de la langue française (OQLF) préconise la traduction par « décret » depuis décembre 1995,. 
Avant 1980, on parle d’« arrêté en Conseil ». L’OQLF déconseille l’utilisation de la traduction littérale « ordre en Conseil ».

## Adoption
Bien que les décrets soient officiellement adoptés au nom du roi ou de son représentant, sa sanction est une simple formalité. En pratique, un représentant du gouvernement ou (un membre du cabinet ou le lord président du Conseil) donne lecture d'une série de décrets écrits par le gouvernement au monarque ou à son représentant qui les approuve oralement.

## Types de décrets
Deux types de décrets en conseil existent : ceux par lesquels le roi en Conseil exerce une prérogative royale et ceux fait en application d'une loi du parlement.

### Prérogative royale
Un décret en Conseil adopté en vertu de la prérogative royale est un texte juridique primaire qui ne dépend d'aucune loi, bien qu'une loi du Parlement puisse y revenir. Ce type de décret est aujourd'hui moins courant car les lois réduisent souvent les prérogatives de l'exécutif.
Les décrets pris par prérogative royale portent généralement sur des nominations de fonctionnaires ou d'entreprises publiques, les territoires britanniques d'outre-mer, les nominations au sein de l'Église d'Angleterre ou les relations internationales. Il peut également s'agir de lois adoptées en urgence bien que la plupart des décrets pris dans ce cas sont ensuite formalisés par une loi du parlement.

### Application de la loi
Les décrets en Conseil pris en application d'une loi constituent une forme de textes réglementaires (anglais : Statutory Instrument). Souvent, de tels décrets sont déposés devant chaque chambre du Parlement, qui peut éventuellement les annuler, ou ils peuvent nécessiter l'approbation des chambres. Au Royaume-Uni, certains décrets relatifs à l'Écosse ou au pays de Galles sont déposés devant le Parlement écossais ou le Parlement gallois.